# Allé
For sangen avenuen - se denne
En allé er en vej med ens træer lige over for hinanden på begge sider. Står træerne forskudt for hinanden, er der tale om en trærække.
En avenue (fransk) er en beplantet indkørsel eller en bred gade flankeret af træer, som det f.eks. ses i Paris og på Frederiksberg.
- Vestergade, Løgumkloster
- Allé i Kongens Have
- Stubs Alle i Ribe